# Fermín Chávez
Fermín Chávez (Nogoyá, 13 de julho de 1924 - Buenos Aires, 28 de maio de 2006) foi um historiador, poeta e jornalista argentino, discípulo de José María Rosa.

## Publicações em espanhol
Publicou mais de 40 obras, antes de continuar a "História argentina" de José María Rosa. Algumas delas são:
- Civilización y barbarie en la historia de la cultura argentina, 1a. ed. Buenos Aires: Trafac, 1956; 2a. ed. 1965; 3a. ed. corregida y aumentada, Buenos Aires: Ed. Theoria, 1974.
- La historia a la vuelta de casa (con Ignacio Corbalán). Buenos Aires: Centro Editor de América Latina, 1971.
- José Hernández, 1a. ed. Buenos Aires: Ediciones Culturales Argentinas, 1959; 2a. ed. Buenos Aires: Ed. Plus Ultra, 1973
- Alberdi y el mitrismo. Buenos Aires: Peña Lillo, 1961.
- Poesía rioplatense en estilo gaucho. Buenos Aires: Ediciones Culturales Argentinas, 192.
- José Luis Busaniche. Buenos Aires: Ediciones Culturales Argentinas, 1964.
- La vuelta de José Hernández. Del federalismo a la república liberal. Buenos Aires: Ed. Theoría, 1973
- La cultura en la época de Rosas. Aportes a la descolonización mental de la Argentina. Buenos Aires: Ed. Theoría, 1973
- 'Perón y el peronismo en la historia contemporánea. Buenos Aires: Oriente, 1975. ISBN 950-9048-34-8
- Eva Perón en la historia. Buenos Aires: Oriente, 1986. ISBN 950-9048-44-5
- Eva Perón sin mitos. Buenos Aires : Ed. Fraterna, 1990. ISBN 950-9097-92-6 (ed. aumentada y corregida Buenos Aires : Ed. Theoría, 1996. ISBN 987-9048-11-3)
- Aquí me pongo a cantar : poetas y trovadores del Plata. Buenos Aires: Ed. Theoría, 1993. ISBN 987-99211-1-9
- Historicismo e Iluminismo en la cultura argentina.Buenos Aires: Centro Editor de America Latina, 1982. ISBN 950-25-0640-5
- Perón y el justicialismo. Buenos Aires: Centro Editor de America Latina, 1984
- Historia del país de los argentinos. 3a ed. Buenos Aires: Ed. Theoria, 1978 (7a ed., corregida y aumentada. Buenos Aires: Ed. Theoria, 1985)
- El Pensamiento Nacional- breviario e itinerario Buenos Aires: Ed. Nueva Generación - Pleamar, 1999.
- La chispa de Perón: El arte de la política en setenta relatos con humor, sarcasmo y sentencia. San Martín (Buenos Aires): Cántaro, 1990. ISBN 950-99091-8-1
- Vida y muerte de López Jordán. Buenos Aires: Ed. Theoria, 1957.
- Una provincia al este (poemas). Ed. de Entre Ríos, 1993 (reed.)
- La libreta de Rosas. Buenos Aires: Instituto Nacional de Investigaciones Históricas Juan Manuel de Rosas, 1995.
- De don Juan Bautista a don Juan Manuel. Buenos Aires: Instituto Nacional de Investigaciones Históricas Juan Manuel de Rosas, 1997.
- Castañeda. Buenos Aires: Instituto Nacional de Investigaciones Históricas Juan Manuel de Rosas, 1998. ISBN 987-9278-09-7
- El peronismo visto por Víctor Frankl. Buenos Aires: Ed. Theoría, 1999. ISBN 987-9048-30-X
- Poemas con matreros y matreras. Buenos Aires : Ed. Theoría, 1999. ISBN 987-9048-26-1
- Herder, el alemán matrero. Buenos Aires: Ed. Nueva Generación, 2004. ISBN 987-43-7390-3
- Alpargatas y libros - Diccionario de peronistas de la cultura. Buenos Aires: Ed. Theoria, 2004. ISBN 987-9048-51-2
- 45 poemas paleoperonistas (con Aurora Venturini. Buenos Aires: Ed. Pueblo Entero, 1997. ISBN 987-9148-01-0
- Diez hijos de Evita (Prólogo de Ángel Núñez]. Buenos Aires: Ed. Nueva Generación, 2005. Colección Conciencia Nacional: Historia. ISBN 987-9030-49-4
- Otra vuelta con Martín Fierro. Buenos Aires: Ediciones Theoria, 1999. ISBN 987-9048-28-8
- Flora y fauna en el Martín Fierro. Paraná: Editorial de Entre Ríos, 1997. ISBN 950-686-060-2
- La conciencia nacional: Historia de su eclipse y recuperación. Buenos Aires: Ediciones Theoria. ISBN 987-99211-9-4
- Goya en la Argentina: El castigo de un genio equívoco. Buenos Aires: Ediciones Pueblo Entero, 1995. ISBN 987-99211-6-X
- Porque esto tiene otra llave. De Wittgenstein a Vico. Buenos Aires: Ediciones Pueblo Entero, 1992. ISBN 987-99211-2-7
- ¿Social-democracia, por qué?. Buenos Aires: Pequén Ediciones, 1984. ISBN 950-9333-05-0
- Vida del Chacho. Buenos Aires: Ediciones Theoria, 1a. edición 1962, 2a. edición ampliada 1967, 3a. edición aumentada 1974.
- El Che, Perón y León Felipe. Buenos Aires: Nueva Generación, 2002.
- Historia y Antología de la Poesía Gauchesca. Buenos Aires: Margus Ediciones, 2004. ISBN 950-9534-08-0.
- Siete Escolios Sobre Peron. Buenos Aires: Ediciones Theoria, 2000. ISBN 987-9048-38-5
- Evita hay una sola. Buenos Aires: Corregidor, 1999. ISBN 950-05-1233-5

Continuó la "Historia argentina" de José María Rosa, escribiendo los tomos 15 al 21 en colaboración con Enrique Manson y otros autores:
- Tomo 14: El justicialismo (con Juan C. Cantoni, Enrique Manson et al.) Buenos Aires: Ed. Oriente, 1993.
- Tomo 15: El antiperonismo (con Juan C. Cantoni, Enrique Manson et al.) Buenos Aires: Ed. Oriente, 1993.
- Tomo 16: La "revolución argentina" (con Juan C. Cantoni, Enrique Manson et al.) Buenos Aires: Ed. Oriente, 1993. ISBN 950-810-024-9
- Tomo 17: El retorno (con Juan C. Cantoni, Enrique Manson et al.) Buenos Aires: Ed. Oriente, 1993. ISBN 950-810-025-7
- Tomo 18: Estudios introductorios. Buenos Aires: Nazhira Equipo Ed., 2004. ISBN 987-95511-8-4
- Tomo 19: El proceso. Buenos Aires: Nazhira Equipo Ed., 2004. ISBN 987-95511-9-2
- Tomo 20: Del mundial al conflicto. Buenos Aires: Nazhira Equipo Ed., 2004. ISBN 987-21726-0-9
- Tomo 21: La guerra de las Malvinas y la democracia maniatada. Buenos Aires: Nazhira Equipo Ed., 2004. ISBN 987-21726-1-7

Escreveu ainda numerosos artigos e ensaios incorporados a outras obras, como o prólogo a John William Cooke: o deputado e o Político (Buenos Aires: Círculo de Legisladores de la Nación Argentina, 1998; Serie Vidas, idéias e obras dos legisladores argentinos; 16. ISBN 987-9336-04-6); o trabalho que acompanha a reedição facsimilar da Constitución de 1949 (Buenos Aires: Adrifer Libros, 2000. ISBN 987-98495-0-7); as compilações de La jornada del 17 de octubre por cuarenta y cinco autores (Buenos Aires: Corregidor, 1996. ISBN 950-05-0903-2) e La vuelta de Don Juan Manuel : 110 autores y protagonistas hablan de Rosas (Buenos Aires: Ed. Theoría, 1991); aa introdução , seleção de textos e notas de La Confederación: un proyecto nacional olvidado (Buenos Aires: Ed. del Noroeste, 1976).